# Cytherura wardensis
Cytherura wardensis är en kräftdjursart som beskrevs av Howe och Brown 1935. Cytherura wardensis ingår i släktet Cytherura och familjen Cytheruridae. Inga underarter finns listade i Catalogue of Life.